# Castelo de Serpa
Castelo de Serpa er en fæstning som ligger i Serpa, i regionen Alentejo, i Portugal. Den portugisiske konge Dinis I startede byggeriet af fæstningen i 1295.
37°56′38″N 7°35′54″V / 37.9439°N 7.5983°V